# Jakubské

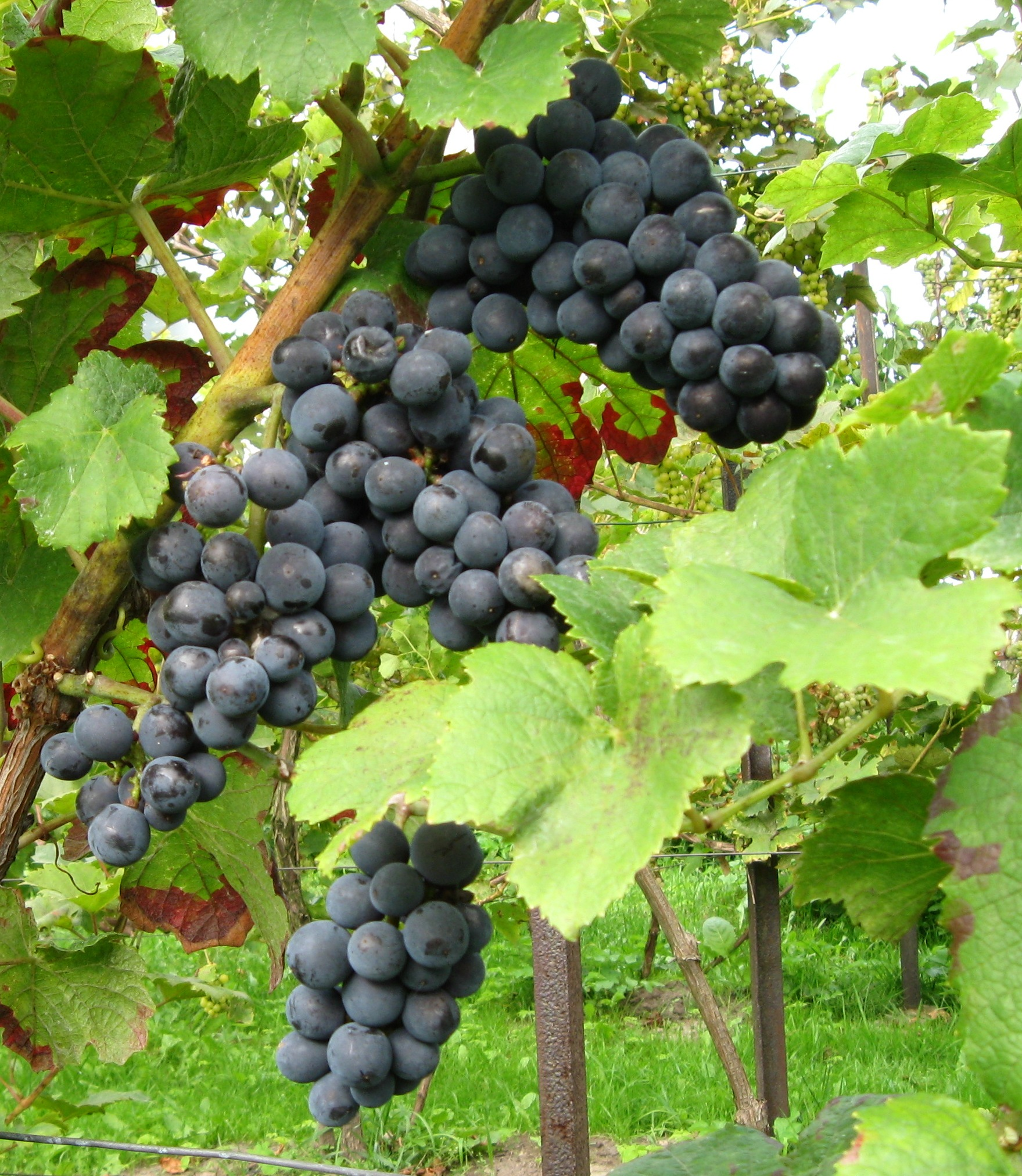
Keř odrůdy Jakubské (Pinot Noir Précoce)

Jakubské (zkratka Jk, mezinárodní název Pinot Précoce Noir) je stará, středně pozdní, moštová i stolní odrůda révy vinné (Vitis vinifera), používaná k výrobě červených vín. Odrůda náleží k základu rodiny odrůd Pinot, vznikla jako pupenová mutace odrůdy Pinot Noir (Rulandské modré), patrně ve francouzském regionu Burgundsko.

## Popis
Réva vinná (Vitis vinifera) odrůda Jakubské je jednodomá dřevitá pnoucí liána, dorůstající v kultuře až několika metrů. Kmen tloušťky až několik centimetrů je pokryt světlou borkou, která se loupe v pruzích. Úponky révy umožňují této rostlině pnout se po pevných předmětech. Keř je středně bujného až bujného růstu, růst je poněkud slabší a réví tenčí, než u jinak vzhledem podobné odrůdy Rulandské modré. Vrcholky letorostů jsou otevřené, středně silně bíle vlnatě ochmýřené, málo pigmentované antokyaniny. Mladé lístky jsou zelené s bronzovými skvrnami. Jednoleté réví je tmavě hnědé.
Listy jsou středně velké, okrouhlé, tří- až pětilaločné s mělkými až středně hlubokými, otevřenými horními výkroji s oblým dnem, na líci tmavě zelené, lehce vrásčité, průměrně puchýřnaté, na spodní straně jemně plstnaté. Řapíkový výkroj je otevřený, lyrovitý s ostrým dnem, někdy úzce otevřený až mírně překrytý a s průsvitem, řapík je středně dlouhý a narůžovělý, stejně jako je někdy slabě narůžovělá hlavní žilnatina v okolí řapíku.
Oboupohlavní pětičetné květy v hroznovitých květenstvích jsou žlutozelené, samosprašné. Plodem jsou malé až středně velké, kulaté až oválné bobule s modře zbarvenou, velmi pevnou slupkou a s řídkou, nezbarvenou dužinou sladké, neutrální chuti. Hrozny jsou malé (96 g), válcovité, středně husté (méně než RM), někdy s křídélky.

## Původ a rozšíření
Jakubské je stará, středně pozdní moštová i stolní odrůda révy vinné (Vitis vinifera), ranější, pupenová mutace odrůdy Pinot Noir (Rulandské modré), pocházející z Francie, patrně z regionu Burgundsko. Geneticky se neliší od odrůdy Rulandské modré  a i když je většinou uváděna jako samostatná odrůda, někteří vinaři vyrábějí odrůdová vína pod názvem Pinot Noir.
Odrůda je rozšířená všude v Evropě, hlavně v okrajových vinařských oblastech, pro své rané zrání a pro svou dobrou odolnost vůči mrazu. Často zdobí stěny domů či pergoly v zahradách. V Německu byla roku 2007 vysazena na 251 hektarech vinic, ačkoli ji v 60. letech 20. století hrozilo úplné vymizení ze zdejších vinic a nacházelo se zde pouze okolo 15 ha vinic. Výzkumný ústav v Geisenheimu však započal s klonovou selekcí, zaměřenou na odstranění některých pěstitelských nedostatků odrůdy, zvláště na sprchávání květenství, takže dnes se v Německu nacházejí největší plochy této odrůdy. Najdeme ji na malých plochách například ještě v Lucembursku, Švýcarsku, Francii, Itálii, Rakousku, Maďarsku, Bulharsku, ale i v Austrálii, Kanadě, Číně a Indii.
Ve Státní odrůdové knize České republiky není odrůda zapsána, registrační řízení probíhá a mělo by být ukončeno do roku 2012. Vinařský zákon povoloval u nás z této odrůdy vyrábět víno v kategorii zemských vín až do roku 2010, nicméně ve vyhlášce č. 323/2004 Sb. po novele vyhláškou č. 28/2010 Sb. již mezi odrůdami, ze kterých je dovoleno vyrábět zemská vína, není uvedena. V ČR je pěstována pouze vzácně, například na Hustopečsku nebo kutnohorsku, kde je 1,5 ha.Udržovatelem odrůdy v ČR je společnost Veritas, s.r.o.

## Název
Mezinárodní název odrůdy je odvozen od jejího ranějšího zrání, „précoce“ znamená ve francouzštině „předčasný, raný“, podobný význam má i německé přídavné jméno „früh“. Český název souvisí se svátkem Svatého Jakuba, který se slaví 25. července, přibližně v tomto termínu se začínají bobule této odrůdy barvit a zaměkají.
Odrůda má velké množství synonym, což svědčí o její starobylosti. Další, lokálně používaná synonyma odrůdy Jakubské jsou : Augsttraube, Augustiner Blau, Augustclevner, Augustklevner, Augusttraube, Black Inly, Blaue Jakobstraube, Blauer Frühburgunder, Burgundac Crni Rani, Burgunder Früh Blau, Burgundské modré rané, Champagner Schwarz, Claevner Früh, Clevner (Württembersko, Německo), C. Frühburgunder, Černá Cibéba, Černá Muška, Frauentagtraube, Frühburgunder, F. Blau, Früher Blauer Burgunder (Rakousko, Německo), Frühe Jakobstraube, Früher Blauer Klevner, Frühreifer Schwarzer Burgunder, Frühes Möhrchen, Frühtraube, Gospinsza, Ischia (Rumunsko), Iskiya, Jackobstraube, Jacobitraube, Jacobstraube, Jacobszoeloe, Jakobstraube, Jakubské Skoré, Juliusi Szoeloe, Juliustraube, July Grape, Korai Kek Kisburgundi, Laurenzitraube, Laurenziustraube, Loerinc Szoeloe, Loerinci Kék (Maďarsko), Lujega, Luviana Veronese, Maddalena Nera, Madeleine Noire, Magdalenentraube, Magdolna Szoeloe, Möhrchen, Morillon Hâtif, M. Noir Hâtif, M. Parisien, Noir Précoce de Gênes, N. Précoce de Hongrie, N. Printannier, Petit Noir Précoce, P. Noirin, Pineau de Juillet, P. Madeleine, Pino Cornij Ranij, P. Ranii, Pinot … Hâtif de Rilly, Madeleine, Nero Precoce, Noir Précoce, Plant de Juillet, Pommier, Précoce (Chile), Rannii, Timpuriu …, Plant Printanier, Précoce Noir, Raisin de Juillet, R. de la Madelaine, R. de St. Jean, R. Précoce, Rani Modri Burgundac (Bulharsko), Saint Jacques, Szent Anna Szoeloe, S. Lorenzo, Tidlig bla Burgunder, Trauentagtraube, Tuannes Negres, Uva de Trivolte, U. di Tre Volte, Vigne d'Ischia, Voce di tre Volte, Zherna Mushza.

## Možné záměny
Kromě mateřské odrůdy Pinot Noir (ostatně tímto názvem jsou v některých zemích označována i vína odrůdy Jakubské) může být a mnohde i byla odrůda zaměňována s raněji zrajícími modrými odrůdami, jako například Abouriou (Jacobstraube), Franc Noir de la Haute-Saône (Plant Jacquot), Madeleine Noir (Luglienga Nera) či Svatovavřinecké (St. Laurent, Laurenziustraube).

## Kříženci odrůdy
Pro své ranější zrání se Jakubské stalo partnerem při šlechtění nové německé odrůdy Helfensteiner, odrůda Muscat Précoce de Saumur je potom spontánním křížencem odrůdy Jakubské se zatím neurčenou odrůdou.

## Pěstování
Réví dobře vyzrává. Odolnost k zimním mrazům je relativně dobrá (do −21 °C), odrůda nemá sklon ke sprchávání. Plodnost odrůdy je nízká, 4–6 t/ha při cukernatosti 19–24 °NM a aciditě 7–10 g/l, proto se málo rozšiřuje ve vinařských oblastech. Bývá docilováno dobré cukernatosti při nízkém obsahu kyselin. Hrozny po přezrání postupně sesychají (hrozinkovatí), ale nehnijí, i když bývají napadány ptactvem a hmyzem. Doporučované zatížení pro tuto odrůdu je 6–8 oček na m². Vhodným pěstitelským tvarem je střední vedení s řezem na dlouhé plodné dřevo, nesnáší příliš krátký řez, vhodné jsou podnože T 8B, 125 AA či K 5BB.

### Fenologie
Odrůda raší i kvete raně až středně pozdně, patří mezi nejranější modré odrůdy, jejíž hrozny se pro přímý konzum někdy dají sklízet již koncem srpna, což je důvodem, proč někdy bývá uváděna jako raná odrůda. Jako moštová odrůda se ovšem většinou sklízí od poloviny do konce září, asi 14 dní před odrůdou Rulandské modré.

### Choroby a škůdci
Odolnost k plísni révové (Plasmopara viticola) a padlí révovému (Uncinula necator) je střední až nízká, odolnost k plísni šedé (Botrytis cinerea) je díky silnější slupce vyšší, než u odrůdy Rulandské modré.

### Poloha a půdy
Odrůda není příliš náročná na polohu ani půdu, nevhodné jsou však půdy těžké a podmáčené, vyhovují půdy suché a propustné.

## Víno

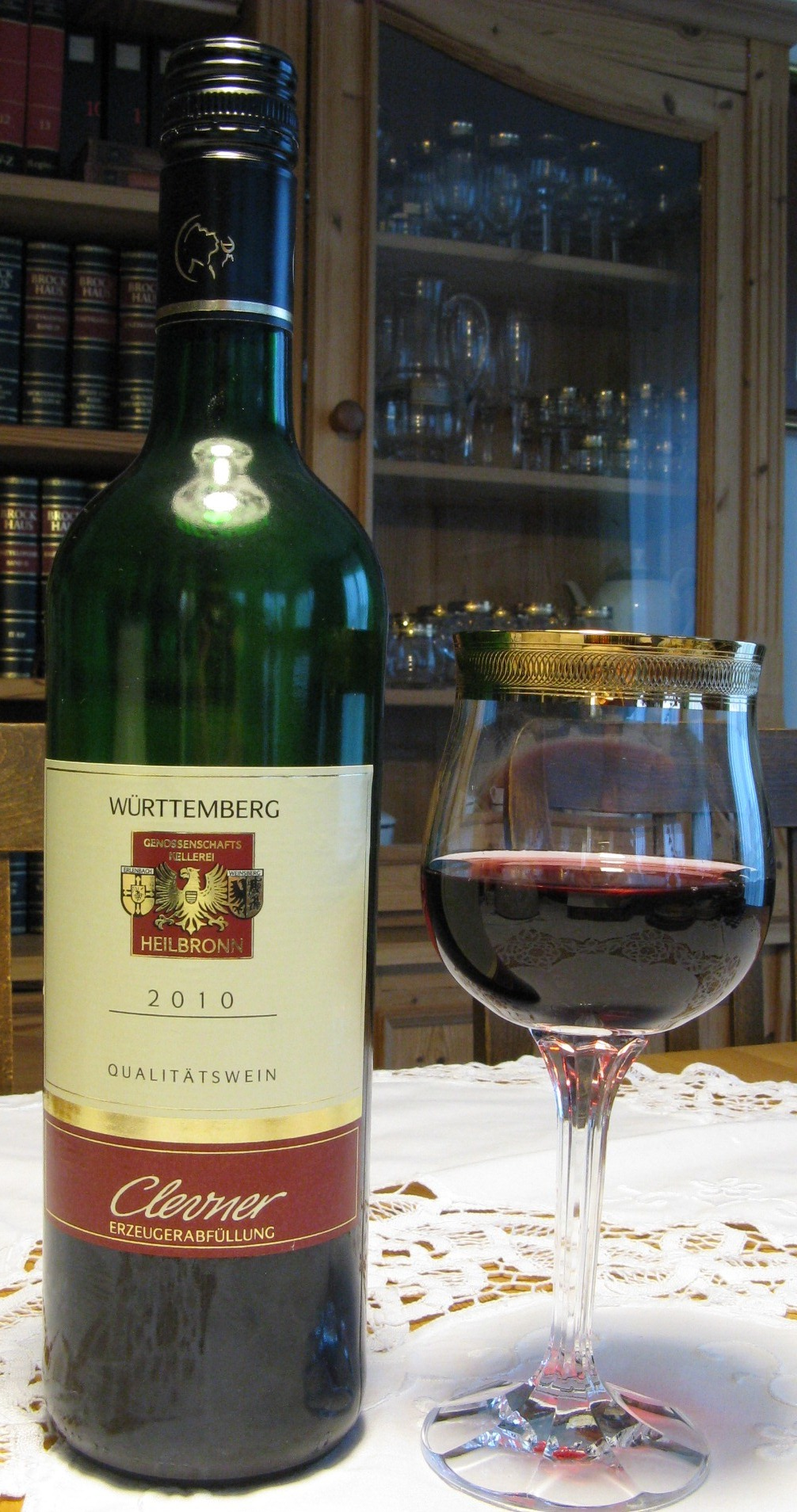
Láhev Jakubského z Heilbronnu (Württembersko)

Bobule odrůdy jsou menší, než bobule Rulandského modrého. Protože se mnoho chuťových látek a barviva hromadí ve slupkách bobulí, poměr slupek k dužině je vyšší a výnosy naopak ještě nižší, než u RM, dává Jakubské nezřídka vína plnější, barevnější a sametově hladká. Barva vín je světleji rubínová, cihlově až tmavočervená, vůně jemná, podobná RM, ale méně kořenitá, objevují se přezrálé černé třešně, maliny, ostružiny, černý rybíz, káva, ale i kouřové tóny. Chuť je velmi jemná, plná, přitažlivá, sametová, kořenitá, s příjemnou aciditou a tříslovinami. Během dvou až pěti let dosahují vína vrcholu zralosti, vína barrique zrají až deset let, někdy i déle. Vína, vyráběná kdysi v naší oblasti, bývala lehčí, méně harmonická, intenzívně tmavočervená, neutrální až slabě hořkomandlové chuti a scelovala se s Frankovkou či RM.

### Stolování
Víno odrůdy Jakubské je vzhledem k nižším výnosům drahé, proto se podává jako zvláštnost při slavnostních tabulích ke zvěřině, k pečením, k tmavému masu, omáčkám nebo k nejkvalitnějším sýrům.

### Multimédia
- Ing. Radek Sotolář : Multimediální atlas podnožových, moštových a stolních odrůd révy, Mendelova zemědělská a lesnická universita Brno, zahradnická fakulta v Lednici
- Martin Šimek : Encyklopédie všemožnejch odrůd révy vinné z celýho světa s přihlédnutím k těm, co již ouplně vymizely, 2008–2012